# Antiochos V
Pour les articles homonymes, voir Antiochos.
Antiochos V Eupator (« Né d'un père illustre »), en grec ancien Αντίοχος Ε' Ευπάτωρ / Antiochos V Eupatôr, est un roi séleucide ayant régné de 164 à 162 av. J.-C. Fils d'Antiochos IV, il est désigné roi à l'âge de 9 ans avec Lysias pour régent. Il périt assassiné quand Démétrios Ier, son cousin et demi-frère, prend le pouvoir.

## Biographie

### Jeunesse et accès au trône
Né vers 174-173 av. J.-C., il est le fils d'Antiochos IV et peut-être de Laodicé IV, sa sœur-épouse. Lors de son expédition en Perse, Antiochos IV laisse la direction des affaires et la garde de son jeune fils à son vizir Lysias. À la mort du roi (hiver 164), Lysias entend conserver la régence pour lui. Le Sénat romain garde en otage Démétrios Ier, fils de Séleucos IV et héritier légitime du trône, refusant de le libérer parce qu'il juge préférable que le royaume séleucide soit gouverné nominalement par un jeune garçon et son régent.
Pour une raison inconnue, Lysias fait assassiner la sœur d'Antiochos IV, la reine de Cappadoce Antiochis III, et sa fille.

### Règne
Au début du règne d'Antiochos V, les Séleucides doivent réprimer la révolte des Maccabées en Judée. Après une victoire à la bataille de Beth Zacharia en avril 162 av. J.-C., Lysias est informé que Philippe, un officier d'Antiochos IV, qui a accompagné le roi en Perse, lui conteste la régence et revient en Syrie avec l'autre moitié de l'armée séleucide. Lysias se sent menacé et conseille à Antiochos V d'offrir la paix aux Juifs : un édit royal reconnaît l'incompatibilité entre la Torah et l'hellénisme et restitue officiellement le Temple de Jérusalem à Yahweh. Afin de s'assurer qu'ils ne se lèveraient pas à nouveau contre eux, le roi et le régent séleucide font abattre les murs de Jérusalem avant d'en lever le siège. En atteignant la Syrie, Lysias et Antiochos V trouvent Philippe aux commandes à Antioche mais celui-ci est vaincu.
La situation du petit roi et du régent est cependant périlleuse car, à Rome, Démétrios, l'héritier légitime, réclame le trône. De plus, une délégation romaine exige de Lysias le respect des clauses militaires de la paix d'Apamée, car l'armée séleucide, renforcée par Antiochos IV, comporte plus de navires et d'éléphants de guerre qu'elle ne devrait. Lysias n'ose pas s'opposer aux Romains, mais sa soumission a tellement enragé ses sujets que l'envoyé romain Gnaeus Octavius (consul en 165) est assassiné à Laodicée. Lysias doit présenter des excuses aux Romains. Mais entre-temps, Démétrios parvient à s'évader. Débarquant en Syrie, il gagne Antioche. Antiochos V et Lysias sont alors exécutés par leurs propres gardes.

## Sources antiques
- Appien, Histoire Romaine, XI, Livre Syriaque.